# Athing Mu
Athing Mu (Trenton, 2002. június 8. –) olimpiai és világbajnok amerikai középtávfutó. A 2021-ben rendezett tokiói olimpián aranyérmes lett 800 méteres síkfutásban és az amerikai csapat tagjaként 4 × 400 méteres váltófutásban.

## Élete
Athing Mu Trentonban, New Jersey-ben született. Szülei korábban Szudánból vándoroltak ki az Egyesült Államokba, családjának dél-szudáni gyökerei vannak.

## Pályafutása
Mu 2018-ban részt vett az ifjúsági olimpiai játékokon, ahol 800 méteres síkfutásban ezüstérmes lett. 2019-ben a felnőttek között versenyezve 17 évesen ott volt a Pánamerikai játékokon Peruban, de 2:07,30-as ideje nem volt elegendő a továbbjutásra. A 2021-es szezon elején megdöntötte a fedett pályás U20-as világcsúcsot a 800 méteres versenyszámban 1:58,40-es idővel. 2021. június 10-én megnyerte az egyetemi NCAA-bajnokságot 400 méteres távon, majd két héttel később 800 méteren az olimpiai válogatón állt rajthoz. A futamot 1:56,07-es idővel nyerte az amerikai olimpiai válogató versenyen 25 éve fennálló rekordot megdöntve, és ez a világ azévi legjobb ideje is volt egyben. Az augusztusi tokiói olimpián két számban is aranyérmet nyert. A 800 méteres síkfutás mellett a 4 × 400 méteres váltóval is olimpiai bajnok lett. Az egyén számban az 1:55,21-es ideje új országos rekord lett.
Egy évvel később az Eugene-ben rendezett világbajnokságon is győzni tudott a 800 méteres számban, 1:56,30-as idővel. 2023-ban folytatta az edzéseket, de versenyen egészen júniusig nem indult az évben. Az amerikai országos bajnokságon 1500 méteren indult és 4:03,44-es idővel második helyezett lett. Sokáig fontolgatta, hogy kihagyja a budapesti világbajnokságot, de végül elindult rajta és végül a bronzérmet szerezte meg a 800 méteres távon. 2024-ben az amerikai olimpiai válogatóversenyen a 800 méteres távon indult, de a döntőben megbotlott és elesett nagyjából 200 méter után, majd utolsóként ért célba. Ennek köszönhetően nem jutott ki a párizsi olimpiára, címét nem védhette meg.

## Egyéni legjobbjai
| Versenyszám | Eredmény | Helyszín                          | Időpont              |
| ----------- | -------- | --------------------------------- | -------------------- |
| 400 m       | 49,57    | Eugene, Amerikai Egyesült Államok | 2021. június 12.     |
| 800 m       | 1:54,97  | Eugene, Amerikai Egyesült Államok | 2023. szeptember 17. |
| 1500 m      | 4:03,44  | Eugene, Amerikai Egyesült Államok | 2023. július 8.      |
| 4 × 400 m   | 3:16,85  | Tokió, Japán                      | 2021. augusztus 7.   |